# Stati Confederati d'America
Gli Stati Confederati d'America, spesso indicati semplicemente come Confederazione o con l'acronimo CSA (in inglese Confederate States of America) furono una repubblica federale situata nell'America settentrionale costituita dall'accordo di sette Stati appartenenti agli Stati Uniti d'America che, fra il dicembre 1860 e il febbraio 1861, avevano dichiarato la propria secessione dall'Unione. Con lo scoppio della guerra di secessione statunitense, dopo appena due mesi dalla loro istituzione, la storia degli Stati Confederati coincise in larghissima misura con quella di suddetto conflitto, il quale si concluse proprio con la loro estinzione.
La Confederazione comprendeva undici Stati che dichiararono la secessione e combatterono contro gli Stati Uniti durante la Guerra civile americana. Gli Stati erano Carolina del Sud, Mississippi, Florida, Alabama, Georgia, Louisiana, Texas, Virginia, Arkansas, Tennessee e Carolina del Nord.
Con l'elezione di Lincoln a Presidente degli Stati Uniti, gli Stati del sud erano convinti che la loro economia delle piantagioni basata sulla schiavitù fosse minacciata e iniziarono a separarsi dall'Unione. La Confederazione è stata costituita l'8 febbraio 1861, da Carolina del Sud, Mississippi, Florida, Alabama, Georgia, Louisiana e Texas. Questi Stati si separarono nella prima delle due ondate di secessione. Adottarono una nuova costituzione che istituiva un governo federale di "Stati sovrani e indipendenti", e si espanse in altri quattro Stati del sud detentori di schiavi, ovvero Virginia, Arkansas, Tennessee e Carolina del Nord, in una seconda ondata di secessione.
La guerra civile iniziò il 12 aprile 1861, quando la milizia della Carolina del Sud attaccò Fort Sumter. Quattro Stati schiavisti dell'Upper South, ossia Virginia, Arkansas, Tennessee, e Carolina del Nord, si separarono più tardi e si unirono alla Confederazione. Il 22 febbraio 1862, i leader dell'Esercito degli Stati Confederati installarono un governo federale a Richmond, Virginia e imposero la prima leva militare il 16 aprile 1862. Nel 1865, il governo della Confederazione si dissolse nel caos: il Congresso degli Stati Confederati cessò definitivamente di esistere come organo legislativo il 18 marzo. Dopo quattro anni di pesanti combattimenti, quasi tutte le forze terrestri e navali confederate si arresero o cessarono in altro modo le ostilità entro maggio 1865. La capitolazione più significativa è stata la resa ad Appomattox del generale confederato Robert E. Lee il 9 aprile, dopo che ogni dubbio sull'esito della guerra o sulla sopravvivenza della Confederazione fu estinto. L'amministrazione del presidente confederato Davis dichiarò sciolta la Confederazione il 5 maggio.
Dopo la guerra, durante l'era della ricostruzione, gli Stati confederati furono riammessi al Congresso dopo aver ratificato il 13° emendamento alla Costituzione degli Stati Uniti che metteva fuori legge la schiavitù. La "Mitologia della causa perduta", una visione idealizzata della Confederazione che combatte valorosamente per una giusta causa, emerse nel decennio dopo la guerra tra gli ex generali e politici confederati, e in organizzazioni come le Figlie Unite della Confederazione e i Figli dei Veterani Confederati. Periodi intensi di attività per la "causa persa" si svilupparono intorno alla fine del XX secolo e durante il movimento per i diritti civili degli anni '50 e '60 in reazione al crescente sostegno per l'uguaglianza razziale. I sostenitori hanno cercato di garantire che le future generazioni di bianchi del sud continuassero a sostenere le politiche della supremazia bianca come le leggi Jim Crow attraverso attività come la costruzione di Monumenti confederati e influenzando gli autori di libri di testo. L'esposizione moderna della bandiera di battaglia confederata iniziò principalmente durante le elezioni presidenziali del 1948, quando la stessa fu usata dai Dixiecrat. Durante il movimento per i diritti civili, i segregatori razziali la usarono durante le manifestazioni.

## Storia

### Premesse
Il catalizzatore immediato della secessione fu la vittoria del Partito Repubblicano e l'elezione di Abraham Lincoln a presidente nelle elezioni del 1860. Lo storico della guerra civile americana James M. McPherson ha suggerito che, per i sudisti, la caratteristica più minacciosa delle vittorie repubblicane nelle elezioni del Congresso e presidenziali del 1860 fosse l'entità di quelle vittorie: i repubblicani conquistarono infatti oltre il 60% dei voti del nord e tre quarti delle sue delegazioni congressuali.
Il motivo principale della secessione era il mantenimento della schiavitù, con la netta vittoria dei repubblicani alle elezioni del 1860 sia alla Camera dei Rappresentanti che al Senato degli Stati Uniti, l'abolizione della servitù involontaria si faceva sempre più certa ed era solamente una questione di tempo prima che le nuove Camere si riunissero per agire al riguardo.
La schiavitù era parte integrante dell'economia degli Stati del Sud, questi infatti basavano quasi tutta la loro produzione sull'agricoltura su larga scala (soprattutto il cotone) che richiedeva una folta manodopera, questa necessità veniva sopperita con il gran numero di schiavi che svolgevano lavori nei campi a bassissimo costo essendo il poco sostentamento che ricevevano per vivere l'unica paga loro data.
Il mantenimento della schiavitù come istituzione e la sua protezione all'interno della costituzione vennero affermati come i capi saldi della causa secessionista dal vicepresidente degli Stati Confederati, Alexander H. Stephens, che in un suo discorso (rinominato poi cornerstone speech cioé discorso della pietra angolare) affermava:
(Alexander H. Stephens, Cornerstone speech)

### Formazione della Confederazione
Il 4 febbraio 1861 i rappresentanti di Alabama, Florida, Georgia, Louisiana, Mississippi, Carolina del Sud e Texas si incontrarono a Montgomery, per costituire la nuova repubblica. L'8 febbraio la convenzione annunciò la creazione degli Stati Confederati d'America e i delegati costituirono il congresso provvisorio. Fu considerata illegale dal governo degli Stati Uniti. Dopo l'inizio della guerra in aprile, anche quattro stati schiavisti - Virginia, Arkansas, Tennessee e Carolina del Nord - si unirono alla Confederazione. Quattro stati schiavisti, Delaware, Maryland, Kentucky e Missouri, rimasero nell'Unione e divennero noti come stati di confine.
Il 9 febbraio 1861 Jefferson Davis e Alexander Hamilton Stephens furono unanimemente scelti quali presidente e vicepresidente provvisori. Le regolari elezioni presidenziali e del Congresso ebbero luogo in novembre 1861. Senza oppositori, Davis e Stephens furono formalmente confermati, e il loro insediamento ebbe luogo, significativamente, nell'anniversario della nascita di George Washington, il 22 febbraio 1862.
La Confederazione scelse inizialmente come capitale Montgomery, in Alabama, dove era stato proclamato il nuovo Stato.
La capitale fu successivamente spostata a Richmond, in Virginia. Il 3 aprile 1865, giorno successivo alla caduta di Richmond, che rimase nominalmente la capitale, il governo si trasferì a Danville, dove rimase fino al 10 aprile 1865.
Un discorso a parte meritano il Missouri e il Kentucky: cercando una iniziale precaria neutralità fra i due schieramenti decisero di restare fuori dal conflitto, ma vennero successivamente coinvolti e furono prontamente occupati dall'esercito dell'Unione. Se in Kentucky una minoranza di uomini politici dichiarò la secessione a Russellville, venendo riconosciuti dalla Confederazione come governo, il comandante delle truppe volontarie statali schierate con il Sud in Missouri – dove il potere legislativo aveva confermato la permanenza nell'Unione – fu messo in fuga all'arrivo delle truppe nordiste. Il governatore Claiborne Fox Jackson, di note simpatie schiaviste, proclamò la secessione dello Stato quando ormai ne aveva perso il controllo effettivo, passato a un Governatore luogotenente nominato dall'Unione. Se dunque i due stati ebbero governi-ombra rappresentati nella Confederazione, il loro legale distacco dagli Stati Uniti non fu mai formalizzato e unità militari e di volontari dei due Stati erano presenti in ambedue gli schieramenti
Il 20 giugno 1863 le contee occidentali della Virginia si staccarono e, formando il nuovo Stato della Virginia Occidentale, si riunirono all'Unione.
Da tenere presente che la Confederazione controllava parzialmente anche:
- il territorio confederato dell'Arizona;[40]
- una porzione del territorio del Nuovo Messico;[41]
- gran parte del territorio indiano, incorporando nelle proprie unità anche indiani cristiani appartenenti alle Cinque Tribù Civilizzate (Five Civilized Tribes: Creek, Cherokee, Seminole, Chickasaw e Choctaw) i quali praticavano lo schiavismo.[42]

### Tesi sulla legittimità o meno della Confederazione
Gli Stati secessionisti fondavano il loro diritto a ritirarsi dall'Unione per formare un altro Stato sulla Dichiarazione di indipendenza degli Stati Uniti d'America e, in particolare, sul suo periodo conclusivo:
(Convenzione di Filadelfia, Dichiarazione di Indipendenza delle Tredici Colonie)
Viceversa l'Unione sosteneva che le secessioni violassero il primo comma della sez. 10 dell'art. 1 della Costituzione:
(Convenzione Costituzionale, Costituzione degli Stati Uniti D'america)
Gli Stati secessionisti giustificavano la denuncia con il fatto che il governo di Washington con il tempo aveva ampliato i propri poteri in maniera superiore a quanto previsto dalla dichiarazione d'indipendenza e dalla Costituzione, sottraendo facoltà agli Stati e trasformando di fatto la confederazione in una federazione.
Gli Stati secessionisti sostenevano di aver pieno diritto a denunciare la Costituzione che li legava agli Stati Uniti, ritenendola una Convenzione internazionale, non deliberata in via definitiva da un Organo legislativo rappresentativo, ma concordata fra Stati e soggetta alla loro successiva ratifica in base al suo art. 7. L'osservanza del trattato sarebbe quindi stata vincolante fintantoché non fossero cambiate le condizioni inizialmente pattuite. La spinta centralista verificatasi negli ultimi tempi giustificava perciò, agli occhi dei Confederati, l'uscita dal trattato di quelle Parti che non concordassero con la nuova situazione.
Nel 1869, la Corte Suprema degli Stati Uniti mette ufficialmente la parola fine a qualsiasi aspirazione di legittimità alla causa secessionista con la sentenza definitiva nel caso Texas contro White. La Suprema Corte nel sentenziare riguardo alla legittimità legale dell'immissione e della validità di buoni del tesoro rilasciati dal governo confederato del Texas afferma che non vi è alcun modo legale per uno stato di separarsi dall'Unione; pertanto, il Texas (e con lui, il resto della Confederazione) non ha mai lasciato gli Stati Uniti durante la guerra civile perché uno stato non può unilateralmente secedere. Così scrivendo nella sua motivazione per l'invalidità dell'atto di immissione di buoni del tesoro confederati, la Corte ha anche sancito la nullità della secessione degli Stati Confederati d'America e di qualsiasi loro legge, decreto o ordinanza.

### Governo e istituzioni
Inizialmente l'ordinamento dello stato era disciplinato nei suoi termini essenziali dalla Costituzione Provvisoria degli Stati Confederati d'America, questa temporanea legge fondamentale venne scritta e resa effettiva l'8 febbraio 1861 dal Congresso Provvisorio degli Stati Confederati d'America, il processo di scrittura della costituzione iniziò il 5 febbraio 1861 e se ne occupò una specifica commissione di 12 persone eletta dal Congresso Provvisorio stesso.

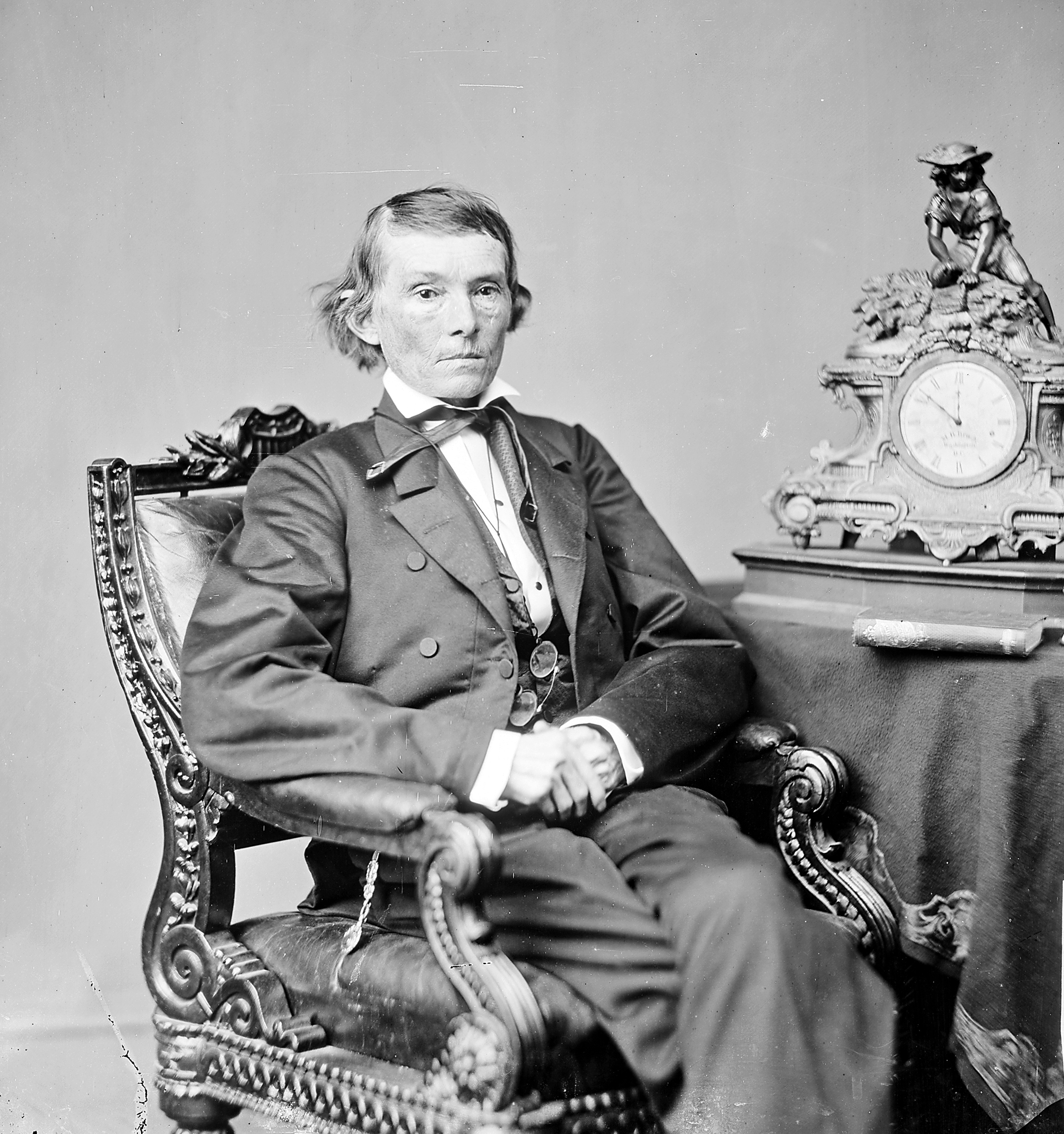
Alexander Hamilton Stephens, Vice Presidente confederato

La Costituzione Provvisoria era estremamente simile alla costituzione degli Stati Uniti d'America, in quanto quest'ultima era usata dalla commissione come base per la scrittura. Oltre alle somiglianze, infatti, alcune parti erano state totalmente copiate nella loro interezza o avevano subito il semplice cambio del nome dello stato.
Il Congresso Provvisorio degli Stati Confederati d'America è stato il primo organo legislativo della nazione, venne formato il 4 febbraio 1861 nel Campidoglio della città di Montgomery, Alabama dai rappresentanti degli stati dell'Alabama, Florida, Georgia, Louisiana, Mississipi e Carolina del Sud a cui si aggiunsero poi, nell'aprile dello stesso anno Virgina, Kansas, Tennessee e Carolina del Nord. Il Congresso Provvisorio agiva da assemblea legislativa temporanea, a cui però veniva aggiunto il compito di nominare il Governo Provvisorio degli Stati Confederati d'America, il primo organo esecutivo dello stato. L'Assemblea ha anche organizzato e diretto le elezioni presidenziali del 1861 che portarono alla vittoria senza opposizioni di Jefferson Davis come Presidente degli Stati Confederati. Al suo interno era anche presente la cosiddetta consitutional convention  con il compito di redigere una costituzione definitiva per la nazione.
Il Governo Provvisorio degli Stati Confederati d'America venne nominato dal Congresso durante la prima secession convention a Montgomery, Alabama; ne era a capo Jefferson Davis del Mississipi con la carica di presidente, Alexander H. Stephens della Georgia venne invece nominato come vicepresidente; entrambi giurarono il 18 febbraio 1861
La Costituzione Definitiva degli Stati Confederati d'America venne approvata dal Congresso Provvisorio l'11 marzo 1861, la legge fondamentale definitiva rimase in vigore fino allo scioglimento della Confederazione avvenuto nel 1865 e come la costituzione provvisoria presentava diverse somiglianze con la sua controparte statunitense con alcune differenze come la protezione dell'istituzione della schiavitù.
Il sistema giudiziario degli Stati Confederati era disciplinato dalla Costituzione, più nello specifico dall'articolo 3 che ne descriveva la struttura: dal punto di vista delle leggi centrali era formata la giurisdizione delle corti distrettuali federali e di una singola corte suprema della confederazione; tuttavia, gli stati si opposero strenuamente al concetto di corte suprema e questa non fu mai attuata, lasciando così alle corti d'appello della confederazione e dei singoli stati il ruolo di tribunali di ultima istanza e di interpreti della costituzione.
Il Governo Definitivo degli Stati Confederati d'America venne scelto con le elezioni presidenziali svoltesi  il 6 novembre 1861, i grandi elettori degli stati appartenenti alla Confederazione elessero all'unanimità Jefferson Davis come presidente e Alexander H. Stephens come vicepresidente degli Stati Confederati d'America; i due erano già a capo del governo provvisorio e si candidarono alle rispettive cariche senza alcuna opposizione.
Il Presidente era il capo dello stato e del governo, nonché comandante in capo delle forze armate (costituite dal Confederate States Army, Confederate States Navy, Confederate States Marine Corps e la Confederate States Home Guard). Dal punto di vista dell'amministrazione, La costituzione dava lui il potere di nominare i ministri e licenziarli a suo piacimento; inoltre, il Presidente aveva la facoltà di nominare sostituti temporanei per i seggi del senato. Per la politica estera, il Presidente aveva il potere di di concludere e firmare i trattati; la Costituzione prevedeva che il Presidente aggiornasse il Congresso sullo stato della Confederazione almeno una volta all'anno.
Il Vicepresidente degli Stati Confederati era eletto direttamente dai cittadini e aveva il compito di sostituire il Presidente in caso di incapacità temporanea o permanente; inoltre, esercitava anche la carica di presidente del Senato degli Stati Confederati.
Il Governo degli Stati Confederati si riuniva in seduta nel gabinetto, erano parte del gabinetto il Presidente, il Vicepresidente e i Segretari di tutti i dipartimenti, i dipartimenti dell'amministrazione confederata erano:
| Nome del dipartimento               | Nome originale             | Primo segretario      | Ultimo segretario    |
| ----------------------------------- | -------------------------- | --------------------- | -------------------- |
| Dipartimento di Stato               | Department of State        | Robert Toombs         | Judah P. Benjamin    |
| Dipartimento del Tesoro             | Department of the Treasury | Christopher Memminger | John H. Reagan       |
| Dipartimento della Guerra           | Department of War          | LeRoy Pope Walker     | John C. Breckinridge |
| Dipartimento della Marina           | Department of the Navy     | Stephen Mallory       | Stephen Mallory      |
| Ufficio delle Poste dei Confederati | Confederate Post Office    | John H. Reagan        | John H. Reagan       |
| Dipartimento di Giustizia           | Department of Justice      | Judah P. Benjamin     | George Davis         |

fonte: 
Nel novembre 1861 si tennero le elezioni per il Primo congresso confederato, diviso in Senato e Camera dei rappresentanti. Due anni dopo si tennero le consultazioni per il Secondo congresso confederato nei tredici Stati della confederazione (Alabama, Arkansas, Carolina del Nord, Carolina del Sud, Florida, Georgia, Kentucky, Louisiana, Mississippi, Missouri, Tennessee, Texas, Virginia).

### Rottura con gli Stati Uniti e guerra di secessione
Assai complesse furono le motivazioni economiche, culturali e morali che portarono alla secessione da un lato e alla decisa reazione degli Stati Uniti d'America dall'altro.
Malgrado le differenze di opinione sulle politiche economiche (con il Nord protezionista e il Sud liberoscambista) avessero un certo peso, era certamente l'istituzione della schiavitù uno dei più grandi nodi da sciogliere nell'Unione. La classe egemone del Sud (e in particolare della Virginia orientale, produttrice di tabacco, e del profondo Sud dove si produceva cotone) era composta da piantatori proprietari di schiavi. Tutti i leader secessionisti possedevano schiavi, anche se pochi di loro appartenevano all'élite aristocratica che disponeva di più di 1 000 schiavi; la maggioranza di loro possedeva tra i 50 e i 250 esseri umani. Questo fenomeno è comune alle élite politiche degli Stati del Sud sin dall'indipendenza, si era cioè creata una forte sovrapposizione tra leadeship politica e il ceto sociale schiavista dei grandi latifondisti, soprattutto in alcuni Stati che, non a caso, furono i primi a proporre la secessione o ad aderirvi. Di solito i più grandi possidenti si occupavano di politica locale (intessendo forti relazioni clientelari con i piccoli proprietari e i bianchi poveri), mentre i medi piantatori si calavano nell'arena politica dello Stato e della nazione, o inviavano alcuni dei loro figli nelle accademie militari e nelle migliori università. 
Non è quindi un caso che la secessione fosse proposta pochi giorni dopo l'elezione di un presidente, Lincoln, contrario allo schiavismo e intenzionato a vietarlo nei territori federali (ma non negli Stati). Il timore di una, sia pur minima, emancipazione e di una politica ostile allo schiavismo fece infuriare i proprietari terrieri, che detenevano un enorme potere politico, e preoccupò alcuni bianchi poveri, ideologizzati nella cultura della supremazia bianca, o speranzosi di arricchirsi e diventare grandi piantatori schiavisti, o semplicemente spinti dall'aristocrazia dei piantatori, che aveva un enorme potere di controllo ideologico, clientela e propaganda; anche per l'incredibile superiorità di mezzi, ricchezza, prestigio ed educazione rispetto ai bianchi poveri del Sud, sovente molto meno istruiti e ricchi delle loro controparti settentrionali.
Gli schiavi erano, collettivamente, ancora il "bene mobile" maggiore dell'Unione, e i suoi maggiori produttori di ricchezza, ma erano concentrati, e a esclusivo vantaggio, di relativamente poche grandi famiglie, in una zona discontinua del meridione degli Stati Uniti (che per esempio creava dei buchi, in genere favorevoli all'Unione, in Stati come la Virginia e il Tennessee). Inoltre l'Unione era stata per decenni egemonizzata da politici meridionali, anche perché dopo l'indipendenza il Sud era la parte più ricca degli USA; questo derivava soprattutto dalla ricchezza dell'agricoltura schiavista, che produceva soprattutto per l'esportazione, con una bilancia commerciale in attivo. Solo tra il 1840 e il 1850, lentamente, l'industrializzazione crescente del Nord-ovest e della regione dei grandi laghi iniziò a superare in quote di PIL quella delle piantagioni, mentre al nord si diffondeva una cospicua e numerosa classe media di piccoli proprietari terrieri, artigiani, lavoratori autonomi, oltre ad un proletariato di fabbrica, ostili all'aristocrazia agraria del Sud. Questi ceti emergenti iniziarono a pesare politicamente molto sulla camera, perché il loro peso demografico era in continua e rapida crescita, e avevano un livello di istruzione media alta per l'epoca e con un forte spirito di indipendenza, che viveva sempre di più con malumore il fortissimo peso dei politici meridionali (proprietari di schiavi e difensori di questa istituzione, per altro) sulle istituzioni federali. Questo peso era accresciuto dal fatto che, a fini elettorali, anche la popolazione di colore veniva computata per il calcolo dei parlamentari alla Camera, anche se, ovviamente, non poteva votare, garantendo agli Stati del Sud un peso maggiore alla Camera anche con un numero relativamente ristretto di elettori.
Inoltre, il latifondista bianco del Sud, con i suoi modi altezzosi e aristocratici, uso a essere ubbidito dagli schiavi e adulato dai bianchi poveri, divenne la quintessenza del dispotismo nell'immaginario settentrionale; questa visione veniva rifiutata seccamente dai piantatori meridionali, anche se li preoccupava per due ordini di motivi: gli abolizionisti (sovente membri dell'aborrita chiesa metodista) del Nord avrebbero potuto rendere ribelli i loro schiavi o spingerli alla fuga al Nord (visto che gli Stati settentrionali iniziavano a votare leggi che impedivano la restituzione degli schiavi fuggiaschi), mentre le politiche a favore dell'industrializzazione e dell'istruzione diffuse negli Stati del Nord avrebbero finito per marginalizzare le politiche agrarie care ai latifondisti e avvantaggiare i piccoli proprietari bianchi, gli artigiani e i piccoli industriali che esistevano anche al Sud, e che, fino a quel momento, vivevano in una condizione di dipendenza e clientela verso i grandi latifondisti.
Il Congresso provvisorio confederato mandò tre inviati a Washington per cercare di negoziare una definitiva pacifica divisione dagli Stati Uniti; in particolare gli Stati secessionisti intendevano rientrare in possesso delle fortificazioni costiere e degli altri territori posti entro i loro confini, già concessi al governo di Washington per ragioni militari. Ma mentre i colloqui erano in corso, e ai delegati del Sud veniva fatta credere una certa disponibilità, gli Stati Uniti procedevano a rinforzare (di viveri e armi, non di truppe, per evitare una troppo rapida crisi) le guarnigioni situate nei territori degli Stati secessionisti.
Vista vana la speranza di ottenere la restituzione per via diplomatica, il 10 aprile 1861 il brigadiere generale Pierre Gustave Toutant de Beauregard, comandante delle Forze provvisorie confederate a Charleston, Carolina del Sud, intimò la resa della guarnigione USA di Fort Sumter a Charleston Harbor. Il Comandante della guarnigione, Robert Anderson, rifiutò. Il 12 aprile le batterie confederate aprirono il fuoco sul Forte, che non fu in grado di rispondere efficacemente. Alle 14:30 del 13 aprile il maggiore Anderson si arrese e cedette Fort Sumter, evacuando la guarnigione il giorno seguente. Il bombardamento di Fort Sumter fu l'episodio bellico che aprì le ostilità generali.
Il 9 aprile 1865 il comandante delle truppe confederate, il generale Robert Edward Lee, si arrese al generale unionista Ulysses S. Grant ad Appomattox Court House, in Virginia. Alla caduta di Richmond il 2 aprile 1865, Jefferson Davis e parte del governo confederato, preso quanto rimaneva del tesoro dello Stato, erano fuggiti verso sud in treno.
Il Presidente intendeva ristabilire la sede del governo a ovest del Mississippi e continuare la lotta. Ma Jefferson Davis fu catturato nei dintorni di Irwinville, in Georgia, il 10 maggio 1865. Gli ultimi episodi militari confederati si svolsero nel Texas, fra il 13 maggio e il 2 giugno 1865. L'ultimo generale confederato ad arrendersi fu Stand Watie il 23 giugno 1865 a Fort Towson, in seguito all'ammutinamento delle sue esauste truppe, che disertarono in massa.

### Date significative
| #  | Stato                                  | Secessione       | Adesione CSA     | Ripristino rappresentanza al Congresso USA | Ristabilimento ordinamento locale |
| -- | -------------------------------------- | ---------------- | ---------------- | ------------------------------------------ | --------------------------------- |
| 1  | Carolina del Sud                       | 20 dicembre 1860 | 4 febbraio 1861  | 9 luglio 1868                              | 28 novembre 1876                  |
| 2  | Mississippi                            | 9 gennaio 1861   | 4 febbraio 1861  | 23 febbraio 1870                           | 4 gennaio 1876                    |
| 3  | Florida                                | 10 gennaio 1861  | 10 febbraio 1861 | 25 giugno 1868                             | 2 gennaio 1877                    |
| 4  | Alabama                                | 11 gennaio 1861  | 18 febbraio 1861 | 14 luglio 1868                             | 16 novembre 1874                  |
| 5  | Georgia                                | 19 gennaio 1861  | 4 febbraio 1861  | 15 luglio 1870                             | 1º novembre 1871                  |
| 6  | Louisiana                              | 26 gennaio 1861  | 4 febbraio 1861  | 4 luglio 1868                              | 2 gennaio 1877                    |
| 7  | Texas                                  | 1º febbraio 1861 | 2 marzo 1861     | 30 marzo 1870                              | 14 gennaio 1873                   |
| 8  | Virginia                               | 17 aprile 1861   | 7 maggio 1861    | 26 gennaio 1870                            | 5 ottobre 1869                    |
| 9  | Arkansas                               | 6 maggio 1861    | 18 maggio 1861   | 22 giugno 1868                             | 10 novembre 1874                  |
| 10 | Carolina del Nord                      | 20 maggio 1861   | 16 maggio 1861   | 4 luglio 1868                              | 2 febbraio 1871                   |
| 11 | Tennessee                              | 8 giugno 1861    | 16 maggio 1861   | 24 luglio 1866                             | 4 ottobre 1869                    |
| 12 | Missouri (Governatore Jackson)         | 31 ottobre 1861  | 19 agosto 1861   | Congresso mai abbandonato                  | Governo nominato dagli USA        |
| 13 | Kentucky (Convenzione di Russellville) | 20 novembre 1861 | 10 dicembre 1862 | Congresso mai abbandonato                  | Governo legale negli USA          |

- Secondo la New York Public Library Desk Reference, Alabama, Florida, Georgia, Louisiana, Carolina del Nord e Carolina del Sud furono riammessi tutti il 25 giugno 1868, e la Georgia fu riammessa una seconda volta il 15 luglio 1870.

## Popolazione

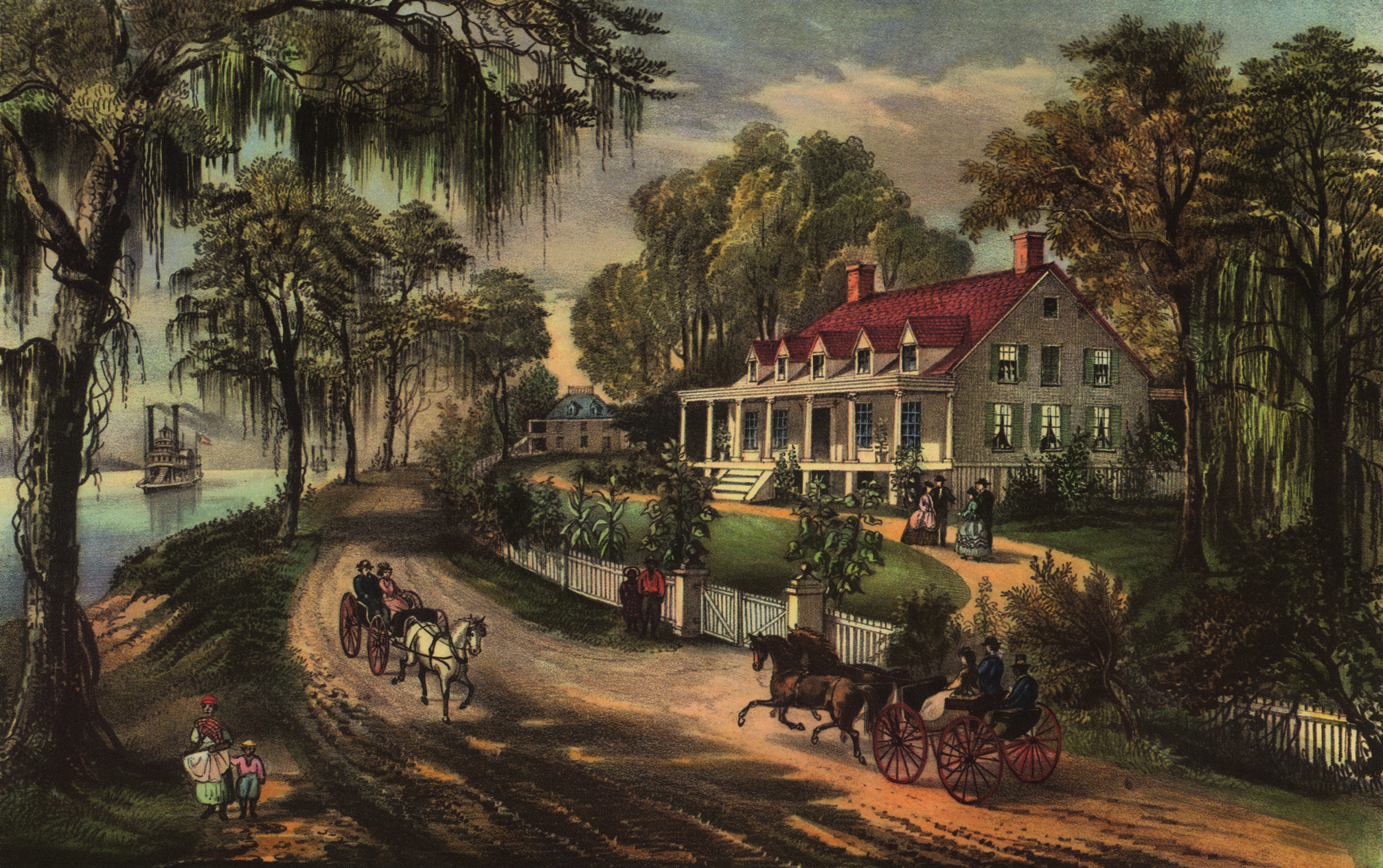
Litografia di una casa sul fiume Mississippi

Il Sud era relativamente sottopopolato rispetto al Nord. Secondo il Censimento del 1860 vivevano nella futura Confederazione poco più di 9 milioni di persone, di cui 3,5 milioni di schiavi. La maggior parte delle persone vivevano in aree rurali, erano rare le grandi città.
La città più popolata era New Orleans, in Louisiana. Altre città popolose si trovavano sulla costa atlantica, specialmente in Virginia. Nel 1860, le aree che in seguito formarono gli undici stati confederati (e che includevano la futura Virginia Occidentale) avevano 132.760 neri liberi (2%). I maschi costituivano il 49% della popolazione totale e le femmine il 51%. La CSA era prevalentemente rurale. Poche città avevano una popolazione di oltre 1.000 abitanti, mentre il capoluogo di contea tipico ne aveva meno di 500. Delle venti città più grandi degli Stati Uniti nel censimento del 1860, solo New Orleans si trovava in territorio confederato. Solo 13 città controllate dai confederati si classificarono tra le prime 100 città degli Stati Uniti nel 1860, la maggior parte delle quali erano porti le cui attività economiche scomparvero o soffrirono gravemente nel blocco dell'Unione. La popolazione di Richmond aumentò dopo che divenne la capitale confederata, raggiungendo una stima di 128.000 nel 1864.Nel futuro Stato dell'ʽOklahomaʼ molte tribù di nativi si schierarono col Sud. Inoltre in Texas vivevano messicani che parlavano spagnolo ed erano discendenti misti dei nativi e dei coloni spagnoli (Mestizos).

## Geografia

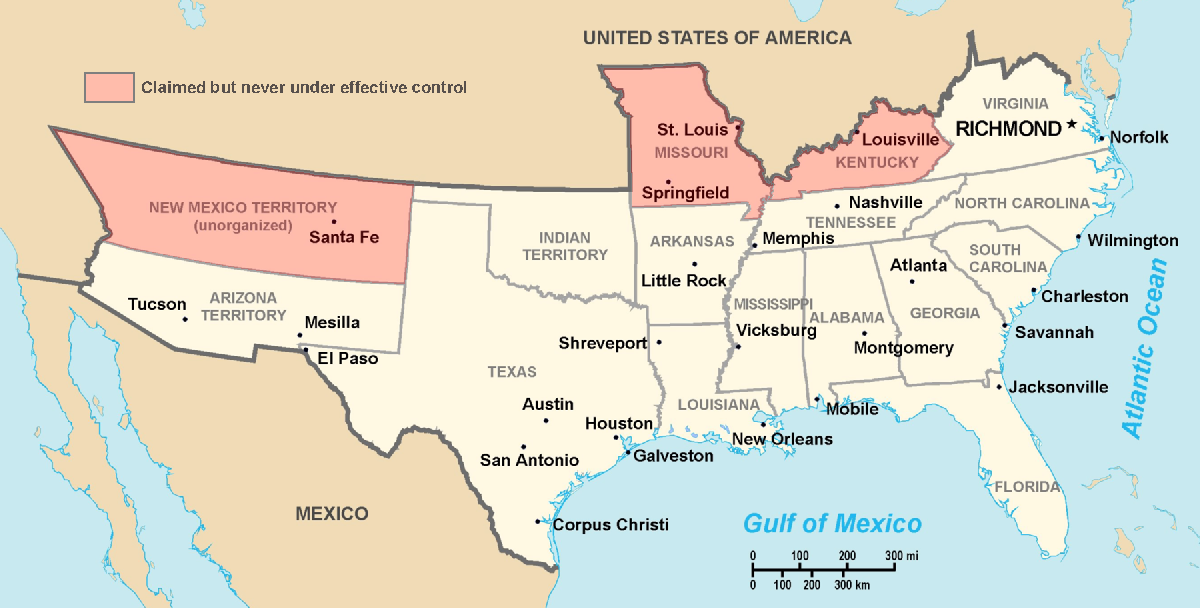
Mappa dei territori rivendicati dagli Stati Confederati

Gli Stati Confederati d'America rivendicavano un totale di 2.919 miglia (4.698 km) di costa, quindi gran parte del suo territorio si trovava sulla costa con terreno pianeggiante e spesso sabbioso o paludoso. La maggior parte della parte interna era costituita da terreni agricoli arabili, sebbene gran parte di questa fosse anche collinare e montuosa, e i territori più occidentali erano deserti. Le propaggini meridionali del fiume Mississippi tagliavano in due il Paese, e la metà occidentale era spesso chiamata Trans-Mississippi. Il punto più alto (esclusi Arizona e New Mexico) era Guadalupe Peak in Texas a 8.750 piedi (2.670 m). Gran parte dell'area rivendicata dagli Stati Confederati d'America aveva un clima subtropicale umido con inverni miti ed estati lunghe, calde e umide. Il clima e il terreno variavano da vaste paludi (come quelle in Florida e Louisiana) a steppe semi-aride e deserti aridi a ovest di 100 gradi di longitudine ovest. Il clima subtropicale rendeva gli inverni miti ma consentiva alle malattie infettive di proliferare. Di conseguenza, da entrambe le parti morirono più soldati per malattia di quanti ne furono uccisi in combattimento, un fatto tutt'altro che atipico per i conflitti precedenti alla prima guerra mondiale.

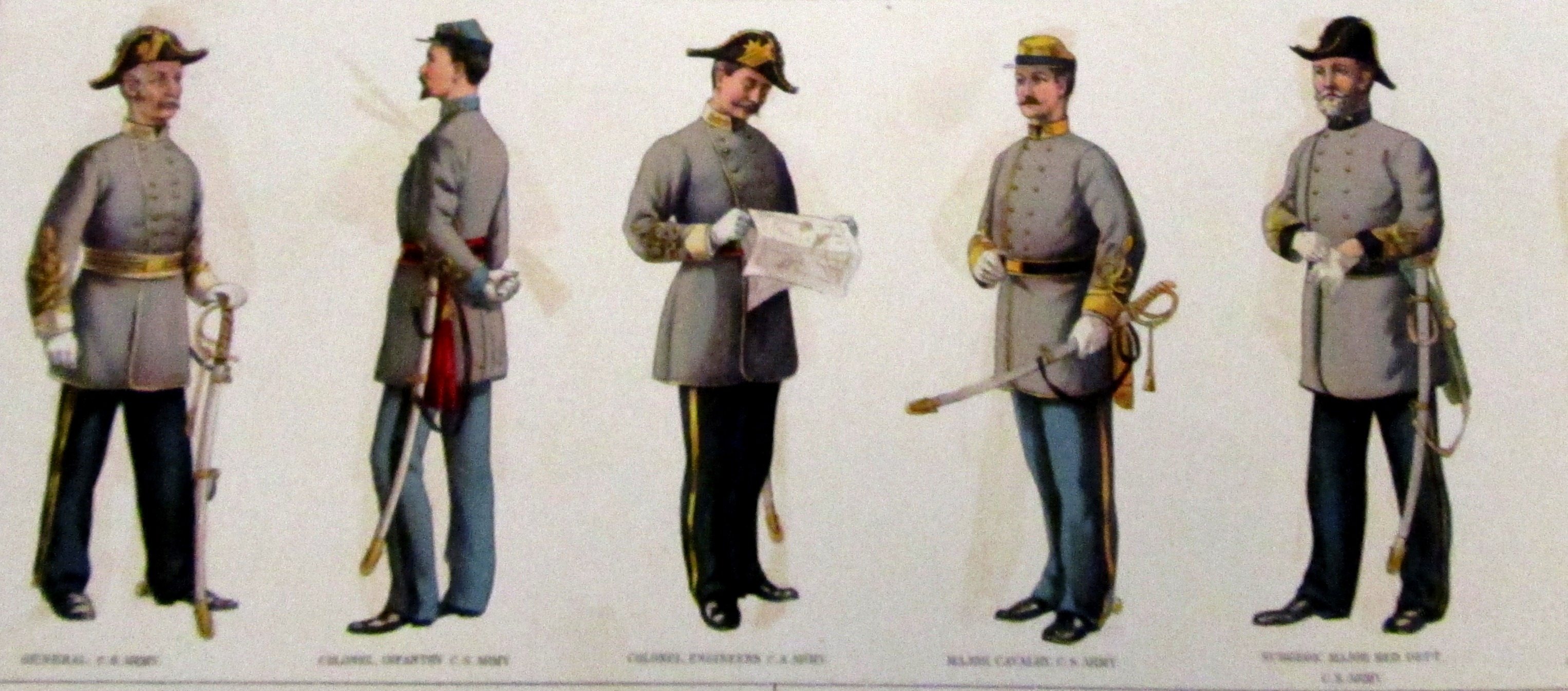
Uniformi di ufficiali confederati

## Forze armate
Con la nascita della confederazione, venne costituito un esercito che garantisse la difesa della nazione. Con un atto del Congresso del 6 Marzo 1861, nacque il Confederate States Army, che all'epoca contava poco più di quindicimila uomini e settecento ufficiali. Il 28 Febbraio invece era già stato creato l'Esercito Provvisorio, al quale potevano accedere tutti i cittadini arruolatisi su base volontaria e vari corpi di milizia locale. I metodi di reclutamento, i comandanti ed il numero delle divisioni venivano stabiliti dai governatori degli stati. Il servizio era richiesto agli uomini dai 17 fino ai 50 anni d'età e la sua durata sulla carta era di dodici mesi, anche se spesso i soldati servivano per periodi più lunghi. A causa del blocco navale statunitense, che impediva alla confederazione di adempiere ad impegni commerciali intrapresi con altre nazioni, oltre che per il pericolo strategico dovuto alla più che sviluppata idrografia della nazione, venne istituita la Confederate States Navy. Sotto il controllo dell'esercito vi erano anche le milizie della Confederate Home Guard, la guardia nazionale confederata, la quale ebbe anche compiti di polizia militare.

## Economia
In tutto il Sud, voci diffuse allarmarono i bianchi prevedendo che gli schiavi stessero pianificando una sorta di insurrezione. Le Patrol schiaviste furono intensificate. Gli schiavi divennero sempre più indipendenti e resistenti alle punizioni, ma gli storici concordano che non ci furono insurrezioni. Nelle aree invase, l'insubordinazione era più la norma della lealtà al vecchio padrone; Bell Wiley disse: "Non era slealtà, ma l'esca della libertà". Molti schiavi divennero spie del Nord e molti fuggirono verso i confini federali.
Secondo il censimento degli Stati Uniti del 1860, gli 11 stati che si erano separati avevano la percentuale più alta di schiavi in proporzione alla loro popolazione, rappresentando il 39% della loro popolazione totale. Le proporzioni variavano da una maggioranza nella Carolina del Sud (57,2%) e nel Mississippi (55,2%) a circa un quarto in Arkansas (25,5%) e nel Tennessee (24,8%).
Il Proclama di emancipazione di Lincoln, un ordine esecutivo del governo degli Stati Uniti del 1º gennaio 1863, cambiò lo status legale di tre milioni di schiavi in aree designate della Confederazione da "schiavo" a "libero". L'effetto a lungo termine fu che la Confederazione non riuscì a preservare l'istituzione della schiavitù e perse l'uso dell'elemento fondamentale della sua forza lavoro nelle piantagioni. Gli schiavi furono legalmente liberati dal Proclama e divennero liberi fuggendo verso le linee federali o tramite l'avanzata delle truppe federali. Oltre 200.000 schiavi liberati furono assunti dall'esercito federale come carrettieri, cuochi, lavandai e braccianti, e infine come soldati. I proprietari delle piantagioni, rendendosi conto che l'emancipazione avrebbe distrutto il loro sistema economico, a volte spostavano i loro schiavi il più lontano possibile. possibile fuori dalla portata dell'esercito dell'Unione.
Sebbene il concetto di sia stato promosso in certi circoli della gerarchia dell'Unione durante e subito dopo la guerra, non fu mai tentato alcun programma di risarcimento per gli schiavi liberati. A differenza di altri paesi occidentali, come la Gran Bretagna e la Francia, il governo degli Stati Uniti non pagò mai un risarcimento ai proprietari di schiavi del Sud per la loro "proprietà perduta". L'unico luogo in cui venne attuata l'emancipazione compensata fu il Distretto di Columbia.

### Economia politica
Secondo il censimento degli Stati Uniti del 1860, circa il 31% delle famiglie libere negli undici stati che si sarebbero uniti alla Confederazione possedeva schiavi. La maggior parte dei bianchi erano agricoltori di sussistenza che commerciavano localmente i loro surplus.
Le piantagioni del Sud, con proprietà bianca e una forza lavoro schiavizzata, producevano una ricchezza sostanziale dalle colture commerciali. Fornivano due terzi del cotone mondiale, che era molto richiesto per i tessuti, insieme a tabacco, zucchero e scorte navali (come la trementina). Queste materie prime venivano esportate in fabbriche in Europa e nel Nordest. I piantatori reinvestivano i loro profitti in più schiavi e terreni freschi, poiché cotone e tabacco impoverivano il suolo. C'erano poche attività manifatturiere o minerarie; la spedizione era controllata da non sudisti. Le piantagioni che schiavizzarono oltre tre milioni di neri erano la principale fonte di ricchezza. La maggior parte era concentrata nelle aree di piantagione della "cintura nera" (perché poche famiglie bianche nelle regioni povere possedevano schiavi). Per decenni, c'era stata una diffusa paura di rivolte di schiavi. Durante la guerra, uomini extra furono assegnati al servizio di pattugliamento della "guardia domestica" e i governatori cercarono di tenere unità di milizia in patria per protezione. Lo storico William Barney riferisce che "non scoppiarono grandi rivolte di schiavi durante la guerra civile". Tuttavia, gli schiavi colsero l'occasione per ampliare la loro sfera di indipendenza e, quando le forze dell'Unione erano nelle vicinanze, molti scapparono per unirsi a loro.
Il lavoro degli schiavi era applicato nell'industria in modo limitato nell'Upper South e in alcune città portuali. Una delle ragioni del ritardo regionale nello sviluppo industriale era la distribuzione del reddito sbilanciata verso l'alto. La produzione di massa richiede mercati di massa e gli schiavi che vivevano in piccole capanne, usando utensili fatti in casa e dotati di un solo completo da lavoro all'anno di tessuto scadente, non generavano una domanda dei consumatori per sostenere le manifatture locali di qualsiasi tipo, allo stesso modo di un'azienda agricola familiare meccanizzata di manodopera gratuita nel Nord. L'economia del Sud era "pre-capitalista" in quanto gli schiavi venivano messi a lavorare nelle più grandi imprese produttrici di reddito, non nei mercati del lavoro gratuiti. Quel sistema di lavoro praticato nel Sud America comprendeva il paternalismo, sia abusivo che indulgente, e ciò implicava considerazioni di gestione del lavoro a prescindere dalla produttività.
Circa l'85% della popolazione bianca sia del Nord che del Sud viveva in fattorie familiari, entrambe le regioni erano prevalentemente agricole e l'industria di metà secolo in entrambe era per lo più nazionale. Ma l'economia del Sud era pre-capitalista nella sua schiacciante dipendenza dall'agricoltura di colture commerciali per produrre ricchezza, mentre la grande maggioranza degli agricoltori si nutriva e riforniva un piccolo mercato locale. Le città e le industrie del Sud crescevano più velocemente che mai, ma la spinta della crescita esponenziale del resto del paese altrove era verso lo sviluppo industriale urbano lungo i sistemi di trasporto di canali e ferrovie. Il Sud stava seguendo le correnti dominanti del mainstream economico americano, ma a "grande distanza" poiché era in ritardo rispetto alle modalità di trasporto adatte a tutte le condizioni atmosferiche che rendevano il trasporto merci più economico e veloce e creavano nuovi mercati interregionali in espansione.
Un terzo conteggio dell'economia pre-capitalista del Sud è legato all'ambiente culturale. I bianchi del Sud non adottarono un'etica del lavoro, né le abitudini di risparmio che caratterizzarono il resto del Paese. Avevano accesso agli strumenti del capitalismo, ma non ne adottarono la cultura. La Causa del Sud come economia nazionale nella Confederazione era fondata su "schiavitù e razza, piantatori e patrizi, gente comune e cultura popolare, cotone e piantagioni".

#### Produzione nazionale

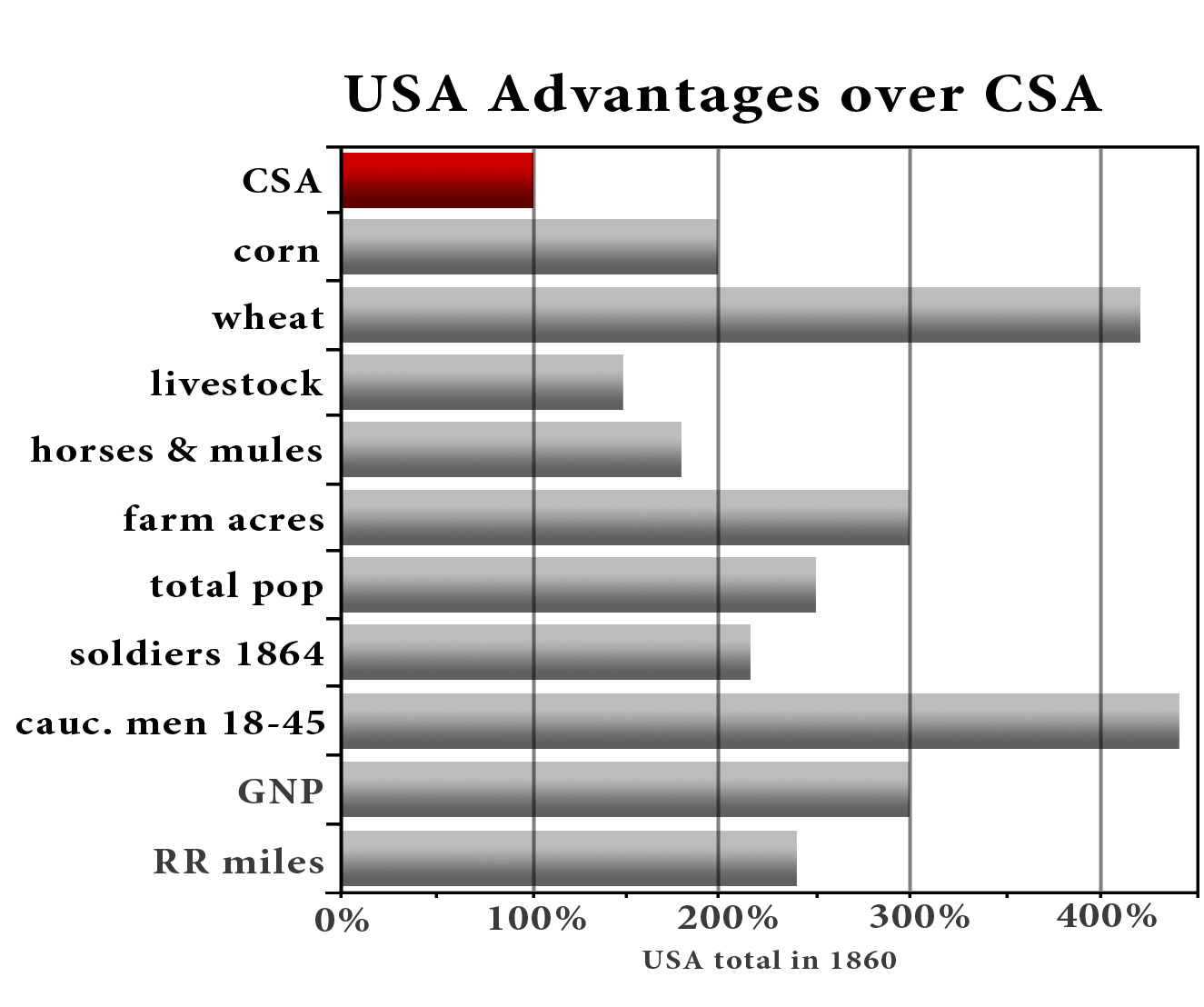
L'Unione aveva grandi vantaggi in uomini e risorse all'inizio della guerra; il rapporto crebbe costantemente a favore dell'Unione

La Confederazione iniziò la sua esistenza come economia agraria con esportazioni, verso un mercato mondiale, di cotone e, in misura minore, di tabacco e canna da zucchero. La produzione alimentare locale includeva cereali, maiali, bovini e orti. Il denaro proveniva dalle esportazioni, ma la gente del Sud interruppe spontaneamente le esportazioni all'inizio del 1861 per accelerare l'impatto di "King Cotton", una strategia fallita per costringere il sostegno internazionale alla Confederazione attraverso le sue esportazioni di cotone. Quando fu annunciato il blocco, la navigazione commerciale praticamente terminò (le navi non riuscirono a ottenere un'assicurazione) e solo un rivolo di rifornimenti arrivò tramite i corrieri del blocco. Il taglio delle esportazioni fu un disastro economico per il Sud, rendendo inutili le sue proprietà più preziose, le sue piantagioni e i suoi lavoratori schiavizzati. Molti piantatori continuarono a coltivare cotone, che si accumulava ovunque, ma la maggior parte si dedicò alla produzione alimentare. In tutta la regione, la mancanza di riparazioni e manutenzione sprecò le risorse fisiche.
Gli undici stati avevano prodotto 155 milioni di dollari in beni manifatturieri nel 1860, principalmente da mulini locali, e legname, tabacco lavorato, prodotti di cotone e magazzini navali come la trementina. Le principali aree industriali erano città di confine come Baltimora, Wheeling, Louisville e St. Louis, che non furono mai sotto il controllo confederato. Il governo istituì fabbriche di munizioni nel profondo Sud. In combinazione con le munizioni catturate e quelle provenienti dai corrieri del blocco, gli eserciti erano tenuti minimamente riforniti di armi. I soldati soffrivano di razioni ridotte, mancanza di medicinali e la crescente carenza di uniformi, scarpe e stivali. La carenza era molto peggiore per i civili e i prezzi dei beni di prima necessità aumentavano costantemente.
La Confederazione adottò una tariffa o tassa sulle importazioni del 15% e la impose su tutte le importazioni da altri paesi, compresi gli Stati Uniti. La tariffa aveva poca importanza; il blocco dell'Unione ridusse al minimo il traffico commerciale attraverso i porti della Confederazione e pochissime persone pagarono le tasse sulle merci contrabbandate dal Nord. Il governo confederato in tutta la sua storia raccolse solo 3,5 milioni di dollari di entrate tariffarie. La mancanza di risorse finanziarie adeguate portò la Confederazione a finanziare la guerra stampando moneta, il che portò a un'elevata inflazione. La Confederazione subì una rivoluzione economica tramite centralizzazione e standardizzazione, ma era troppo poco e troppo tardi poiché la sua economia fu sistematicamente strangolata da blocchi e incursioni.

### Sistemi di trasporto

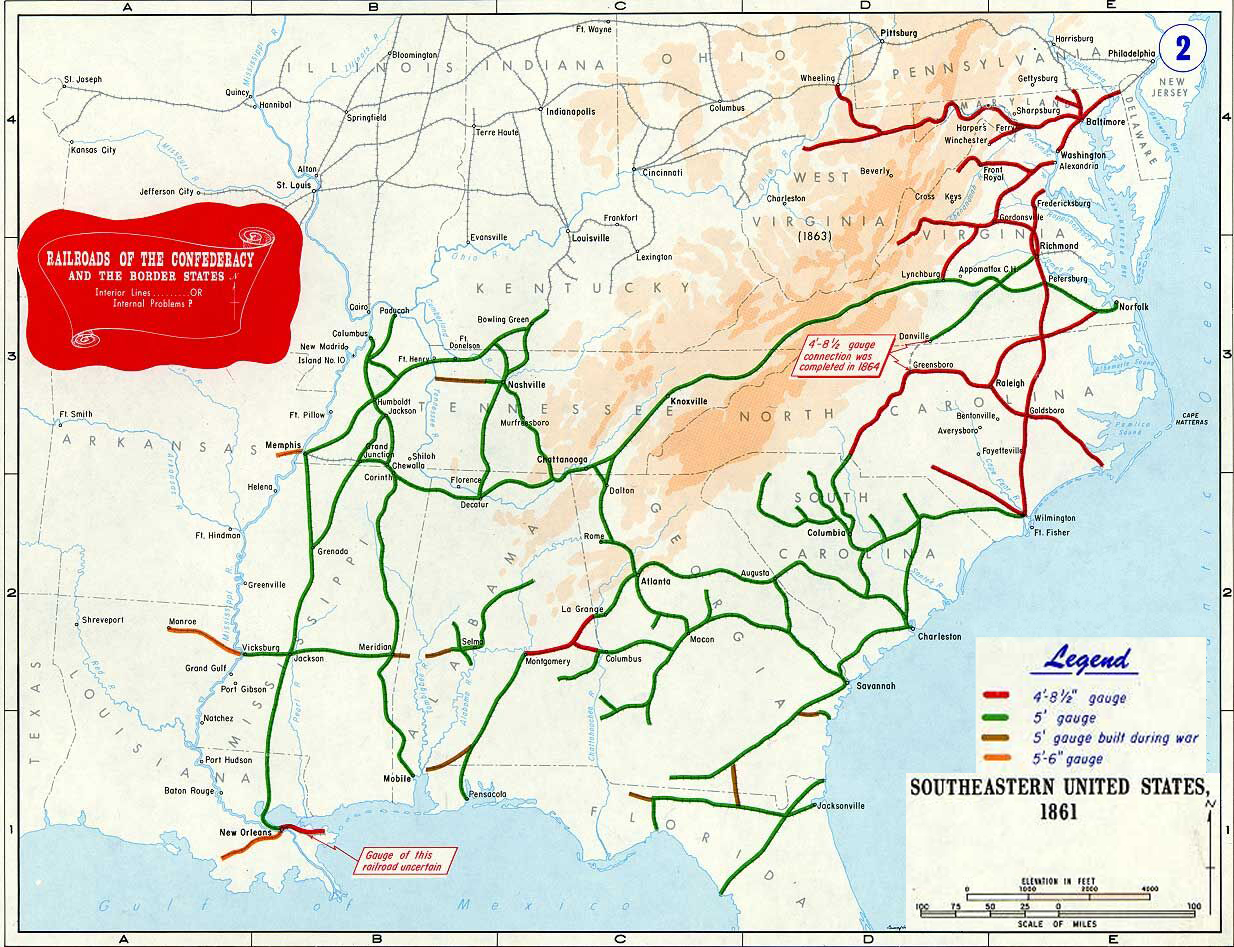
Ferrovie principali della Confederazione, 1861; i colori mostrano i diversi scartamenti (larghezza dei binari); la ferrovia in alto a destra è la Baltimore and Ohio, che è sempre stata una ferrovia dell'Unione

In tempo di pace, gli estesi e collegati sistemi di fiumi navigabili e accessi costieri del Sud consentivano il trasporto economico e facile di prodotti agricoli. Il sistema ferroviario nel Sud si era sviluppato come supplemento ai fiumi navigabili per migliorare la spedizione in qualsiasi condizione atmosferica di colture commerciali al mercato. Le ferrovie collegavano le aree delle piantagioni al fiume o al porto marittimo più vicino e quindi rendevano la fornitura più affidabile, abbassavano i costi e aumentavano i profitti. In caso di invasione, la vasta geografia della Confederazione rendeva la logistica difficile per l'Unione. Ovunque gli eserciti dell'Unione invadessero, assegnarono molti dei loro soldati a guarnigioni nelle aree conquistate e a protezione delle linee ferroviarie.
All'inizio della guerra civile, il Sud aveva una rete ferroviaria disarticolata e afflitta da cambiamenti nello scartamento dei binari e dalla mancanza di interscambio. Le locomotive e i vagoni merci avevano assi fissi e non potevano usare binari di scartamento (larghezza) diversi. Le ferrovie di scartamento diverso che portavano alla stessa città richiedevano che tutte le merci venissero scaricate su vagoni per il trasporto alla stazione ferroviaria di collegamento, dove dovevano attendere i vagoni merci e una locomotiva prima di procedere. I centri che richiedevano lo scarico includevano Vicksburg, New Orleans, Montgomery, Wilmington e Richmond. Inoltre, la maggior parte delle linee ferroviarie andava dai porti costieri o fluviali alle città dell'entroterra, con poche ferrovie laterali. A causa di questa limitazione di progettazione, le ferrovie relativamente primitive della Confederazione non furono in grado di superare il blocco navale dell'Unione delle cruciali rotte intracostiere e fluviali del Sud.

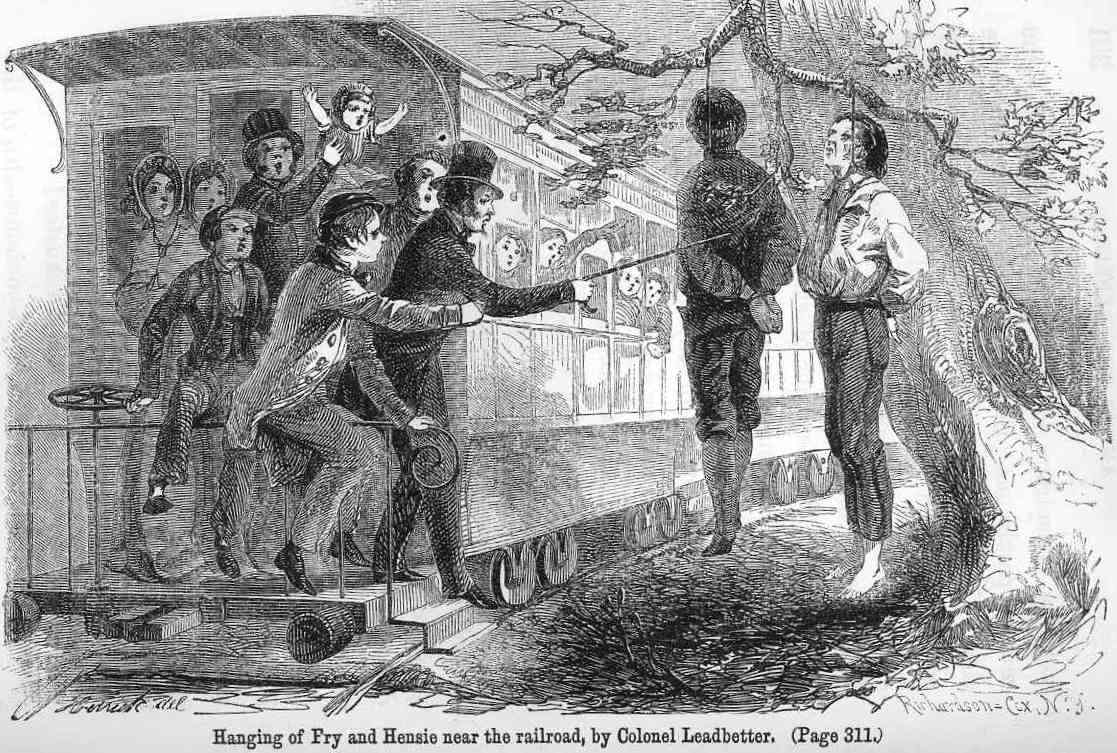
I passanti maltrattavano i corpi dei sostenitori dell'Unione vicino a Knoxville (Tennessee). I due furono impiccati dalle autorità confederate vicino ai binari della ferrovia in modo che i passeggeri del treno di passaggio potessero vederli.

La Confederazione non aveva alcun piano per espandere, proteggere o incoraggiare le sue ferrovie. Il rifiuto dei sudisti di esportare il raccolto di cotone nel 1861 lasciò le ferrovie prive della loro principale fonte di reddito. Molte linee dovettero licenziare dipendenti; molti tecnici e ingegneri qualificati essenziali furono definitivamente persi a causa del servizio militare. Nei primi anni della guerra il governo confederato ebbe un approccio non interventista nei confronti delle ferrovie. Solo a metà del 1863 il governo confederato avviò una politica nazionale, che si limitò esclusivamente a supportare lo sforzo bellico. Le ferrovie passarono sotto il controllo de facto dei militari. Al contrario, il Congresso degli Stati Uniti aveva autorizzato l'amministrazione militare dei sistemi ferroviari e telegrafici controllati dall'Unione nel gennaio 1862, aveva imposto uno scartamento standard e costruito ferrovie nel Sud utilizzando quello scartamento. Gli eserciti confederati che rioccupavano con successo il territorio non potevano essere riforniti direttamente dalle ferrovie mentre avanzavano. Il Congresso C.S. autorizzò formalmente l'amministrazione militare delle ferrovie nel febbraio 1865.
Nell'ultimo anno prima della fine della guerra, il sistema ferroviario confederato era permanentemente sull'orlo del collasso. Non c'erano nuove attrezzature e le incursioni da entrambe le parti distrussero sistematicamente ponti chiave, così come locomotive e vagoni merci. I pezzi di ricambio furono cannibalizzati; le linee di alimentazione furono distrutte per ottenere rotaie sostitutive per le linee principali e il materiale rotabile si logorò a causa dell'uso intenso.

#### Cavalli e muli
L'esercito confederato sperimentò una persistente carenza di cavalli e muli e li requisì con dubbie cambiali date ad agricoltori e allevatori locali. Le forze dell'Unione pagarono in denaro reale e trovarono venditori pronti nel Sud. Entrambi gli eserciti avevano bisogno di cavalli per la cavalleria e per l'artiglieria. I muli tiravano i carri. La fornitura fu compromessa da un'epidemia senza precedenti di morva, una malattia mortale che lasciò perplessi i veterinari. Dopo il 1863 le forze invasori dell'Unione adottarono la politica di sparare a tutti i cavalli e i muli locali di cui non avevano bisogno, per tenerli lontani dalle mani dei Confederati. Gli eserciti e gli agricoltori confederati sperimentarono una crescente carenza di cavalli e muli, che danneggiò l'economia del Sud e lo sforzo bellico. Il Sud perse metà dei suoi 2,5 milioni di cavalli e muli; molti contadini conclusero la guerra senza più nessuno. I cavalli dell'esercito erano logorati dal duro lavoro, dalla malnutrizione, dalle malattie e dalle ferite di battaglia, con un'aspettativa di vita di circa sette mesi.

### Strumenti finanziari
Sia i singoli stati confederati che in seguito il governo confederato stamparono dollari degli Stati Confederati d'America come carta moneta in vari tagli, con un valore nominale totale di 1,5 miliardi di dollari. Gran parte di essa fu firmata dal tesoriere Edward C. Elmore. L'inflazione dilagò man mano che la carta moneta si deprezzò e alla fine perse il suo valore. I governi statali e alcune località stamparono la propria carta moneta, contribuendo all'inflazione incontrollata. Esistono ancora molte banconote, anche se negli ultimi anni sono proliferate le copie contraffatte.

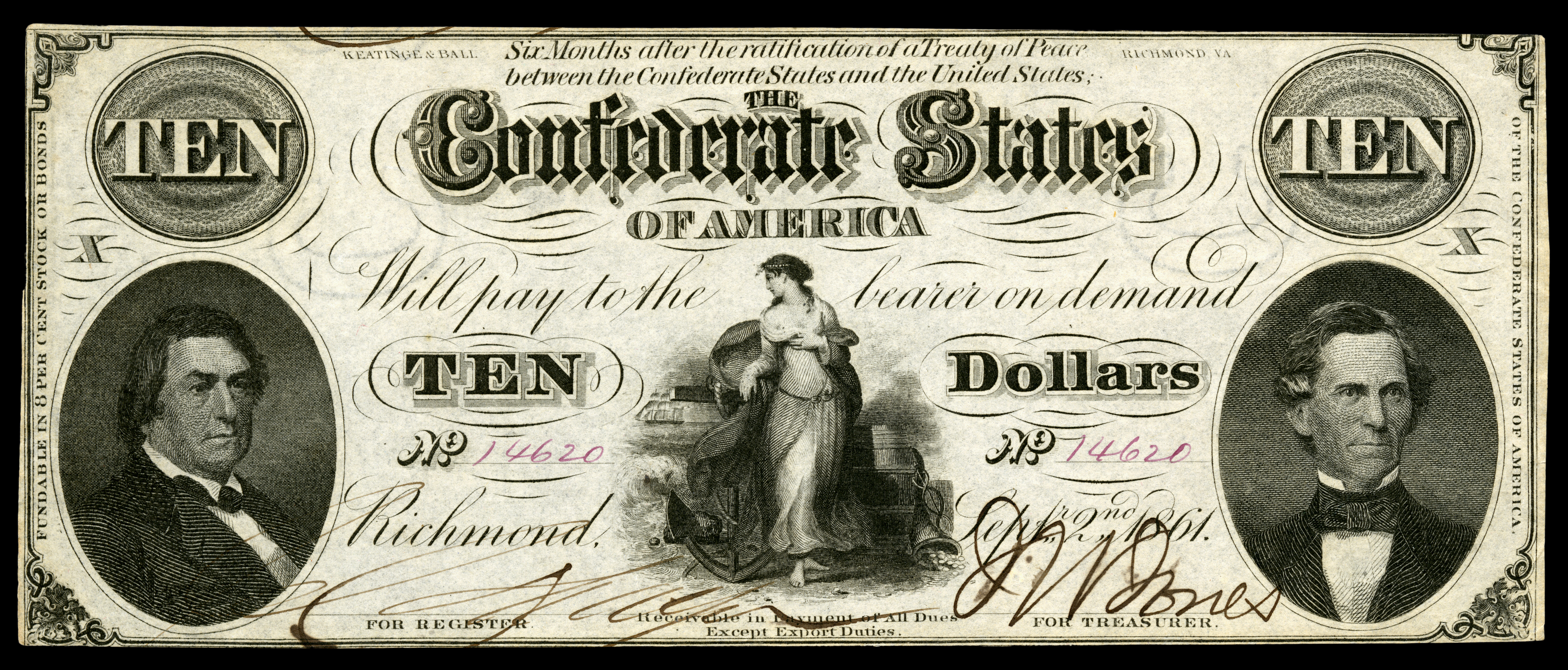
La banconota CSA da 10 $ del 1862 banconota CSA raffigura una vignetta di Hope affiancata da R.M.T. Hunter e C.G. Memminger.

Il governo confederato inizialmente voleva finanziare la sua guerra principalmente attraverso tariffe sulle importazioni, tasse sulle esportazioni e donazioni volontarie di oro. Dopo l'imposizione spontanea di un embargo sulle vendite di cotone all'Europa nel 1861, queste fonti di entrate si esaurirono e la Confederazione si rivolse sempre più all'emissione di debito e alla stampa di denaro per pagare le spese di guerra. I politici degli Stati Confederati erano preoccupati di irritare la popolazione generale con tasse elevate. Un aumento delle tasse avrebbe potuto disilludere molti sudisti, quindi la Confederazione ricorse alla stampa di più denaro. Di conseguenza, l'inflazione aumentò e rimase un problema per gli stati del sud per tutto il resto della guerra. Ad aprile 1863, ad esempio, il costo della farina a Richmond era salito a 100 dollari al barile e le massaie erano in rivolta.

### Carenza di cibo e rivolte

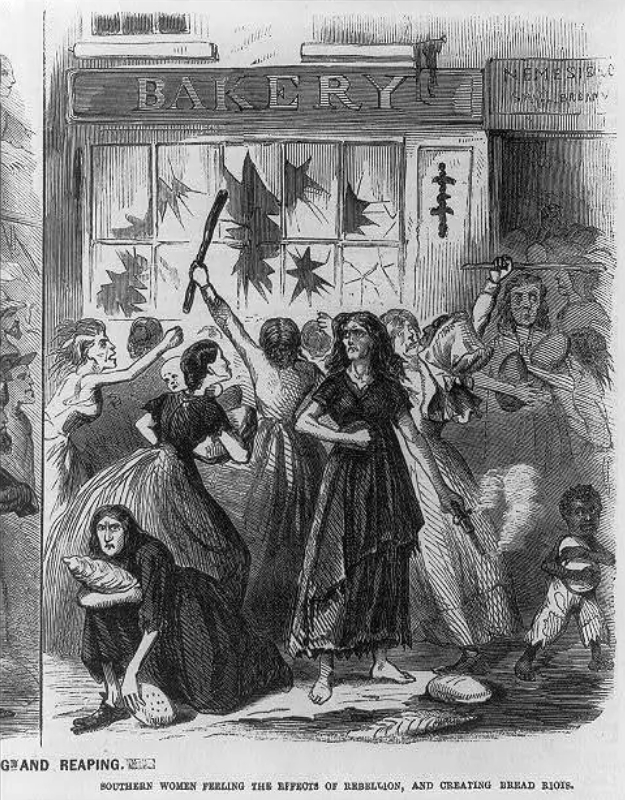
Rivolta per il pane di Richmond, 1863

A metà del 1861, il blocco navale dell'Unione bloccò virtualmente l'esportazione di cotone e l'importazione di prodotti manifatturieri. Il cibo che prima arrivava via terra fu tagliato fuori.
Poiché erano le donne a rimanere a casa, dovettero arrangiarsi per la mancanza di cibo e provviste. Ridussero gli acquisti, usarono vecchi materiali e piantarono più lino e piselli per procurarsi vestiti e cibo. Usarono sostituti surrogati quando possibile, ma non c'era vero caffè, solo sostituti di gombo e cicoria. Le famiglie furono gravemente danneggiate dall'inflazione nel costo di beni di uso quotidiano come la farina e dalla carenza di cibo, foraggio per gli animali e forniture mediche per i feriti.
I governi statali chiesero ai piantatori di coltivare meno cotone e più cibo, ma la maggior parte rifiutò. Quando i prezzi del cotone salirono alle stelle in Europa, ci si aspettava che l'Europa sarebbe presto intervenuta per rompere il blocco e arricchirsi, ma l'Europa rimase neutrale. La legislatura della Georgia impose quote di cotone, rendendo un crimine coltivarne in eccesso. Ma la carenza di cibo non fece che peggiorare, soprattutto nelle città.
Il declino generale delle scorte alimentari, aggravato dall'inadeguato sistema di trasporto, portò a gravi carenze e prezzi elevati nelle aree urbane. Quando il bacon raggiunse un dollaro alla libbra nel 1863, le donne povere di Richmond, Atlanta e di molte altre città iniziarono a ribellarsi; irruppero in negozi e magazzini per sequestrare cibo, poiché erano arrabbiate per gli inefficaci sforzi di soccorso dello Stato, gli speculatori e i commercianti. Come mogli e vedove di soldati, furono danneggiate dall'inadeguato sistema di welfare.

### Effetto della guerra sulle donne e le famiglie
Durante la guerra morirono più di 250.000 soldati confederati. Alcune vedove abbandonarono le fattorie di famiglia e si unirono alle famiglie dei parenti, o addirittura divennero rifugiate e vissero in campi con alti tassi di malattia e morte. Nel vecchio Sud, essere una "zitella" era un imbarazzo per la donna e la sua famiglia, ma dopo la guerra divenne quasi una norma. Alcune donne accolsero con favore la libertà di non doversi sposare. Il divorzio, pur non essendo mai stato pienamente accettato, divenne più comune. Emerse il concetto di "Nuova Donna", autosufficiente e indipendente, in netto contrasto con la "Southern Belle" della tradizione anteguerra.

## Lingua
La maggior parte della popolazione parlava l'inglese, in particolare la variante dell'inglese americano del Sud. Gli afroamericani parlavano principalmente l'inglese creolo, l'Afro-American Vernacular English. A New Orleans c'era un'importante minoranza creola, sia bianca che nera, che parlava un dialetto francese locale. Nel Texas una parte della popolazione parlava lo spagnolo messicano. Nello Stato Indiano dell'Oklahoma i nativi americani usavano le loro lingue native per comunicare tra loro.

## Simboli

### Il Sigillo della Confederazione
Il disegno finale del sigillo fu approvato il 30 aprile 1863 e realizzato in argento a Londra nel 1864.
Reca le seguenti iscrizioni:
- iscrizione superiore, in inglese: The Confederate States of America: 22 february 1862
- iscrizione inferiore, in latino: Deo Vindice, motto della Confederazione, che significa "Con Dio Vendicatore"

### Bandiere nazionali

Bandiere degli Stati Confederati d'America
1a bandiera nazionale [7, 9, 11, 13 stelle[95]] "Stars and Bars"
Seconda bandiera nazionale
Terza bandiera nazionale
Battle Flag "Southern Cross"

Questo modello di Confederate Battle Flag è quello più spesso considerato come bandiera confederata. È uno dei tanti utilizzati dalle forze armate confederate. Le varianti di questo disegno servirono come bandiera di battaglia degli eserciti della Virginia settentrionale e del Tennessee e come Confederate Naval Jack.

La prima bandiera ufficiale degli Stati Confederati d'America, chiamata "Stars and Bars", originariamente aveva sette stelle, che rappresentavano i primi sette stati che inizialmente formarono la Confederazione. Con l'adesione di altri stati, vennero aggiunte altre stelle, fino a raggiungere il totale di 13 (vennero aggiunte due stelle per gli stati divisi del Kentucky e del Missouri). Durante la prima battaglia di Bull Run, (First Manassas) a volte si rivelò difficile distinguere la Stars and Bars dalla Union flag. Per correggere la situazione, fu progettata una "Battle Flag" separata per l'uso delle truppe sul campo. Nota anche come "Southern Cross", molte varianti derivarono dalla configurazione quadrata originale.
Sebbene non sia mai stata adottata ufficialmente dal governo confederato, la popolarità della Croce del Sud sia tra i soldati che tra la popolazione civile fu una delle ragioni principali per cui divenne il colore principale quando fu adottata una nuova bandiera nazionale nel 1863. Questo nuovo standard, noto come "Stainless Banner", consisteva in un'area di campo bianco allungata con un cantone. Anche questa bandiera aveva i suoi problemi quando veniva utilizzata nelle operazioni militari poiché, in una giornata senza vento, poteva essere facilmente scambiata per una bandiera di tregua o di resa. Così, nel 1865, fu adottata una versione modificata dello Stainless Banner. Questa bandiera nazionale finale della Confederazione mantenne il Battle Flag canton, ma accorciò il campo bianco e aggiunse una barra rossa verticale all'estremità della bandiera.
A causa della sua rappresentazione nel XX secolo e nei media popolari, molte persone considerano la bandiera di battaglia rettangolare con le barre blu scuro come sinonimo di "bandiera confederata", ma questa bandiera non è mai stata adottata come bandiera nazionale confederata.
La "bandiera confederata" ha uno schema di colori simile a quello del design più comune della bandiera di battaglia, ma è rettangolare, non quadrata. La "bandiera confederata" è un simbolo altamente riconoscibile del Sud negli Stati Uniti oggi e continua a essere un'icona controversa.